# キム・チュアン車両基地

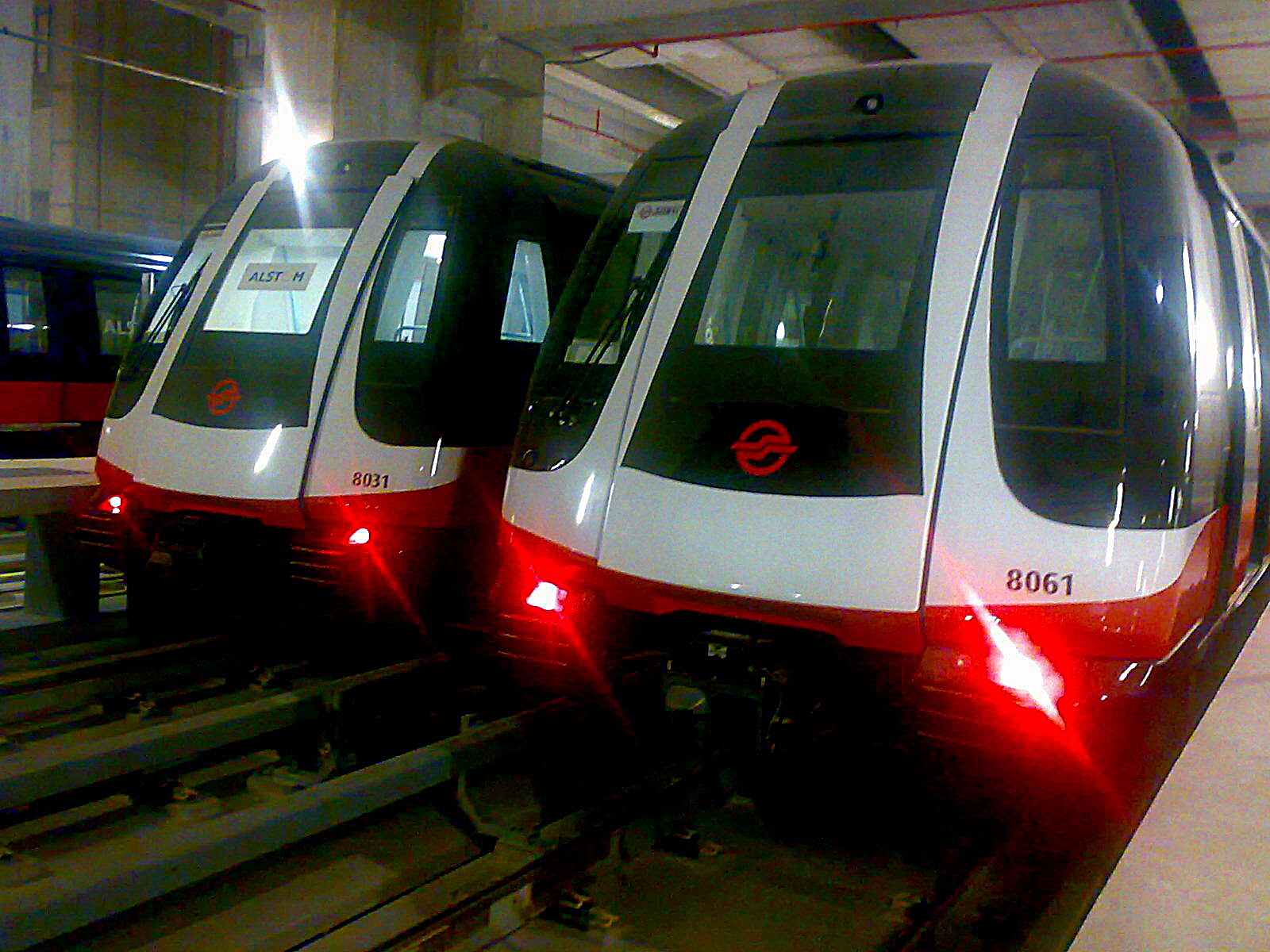
MRT環状線に使用されるAlstom Metropolis C830

キム・チュアン車両基地はシンガポールのMRTの車両基地のひとつ。MRT環状線とMRTダウンタウン線（2020年現在建設中）の車両基地で、MRT環状線の営業開始と共に使用されている。10万m2の土地ですべて地下に建設され、2億9700万S$の費用がかかった。77編成（MRT環状線の現在の注文は40編成）の電車が収容できる。世界最大の地下車両基地である。